# Cyclopaedia

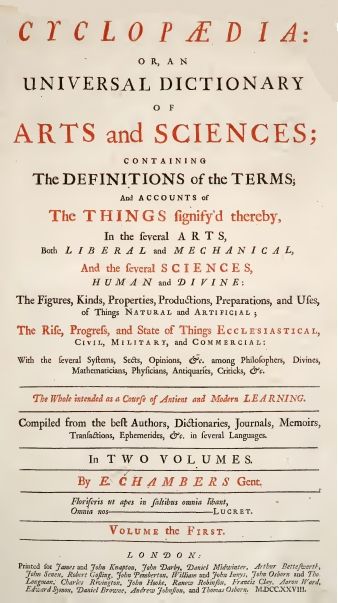
Cyclopaedia, 1728, Titelblatt

Die Cyclopaedia ist eine Enzyklopädie von Ephraim Chambers. Er veröffentlichte 1728 in London die zweibändige Cyclopædia, or, An universal dictionary of arts and sciences: containing the definitions of the terms, and accounts of the things signify’d thereby, in the several arts, both liberal and mechanical, and the several sciences, human and divine : the figures, kinds, properties, productions, preparations, and uses, of things natural and artificial : the rise, progress, and state of things ecclesiastical, civil, military, and commercial : with the several systems, sects, opinions, &c : among philosophers, divines, mathematicians, physicians, antiquaries, criticks, &c : the whole intended as a course of antient and modern learning.
Sie gilt als erste englischsprachige Enzyklopädie, und als (vermutlich) erste, die Querverweise nutzte. Zu Chambers’ Lebzeiten erschienen drei Auflagen, und nach seinem Tod wurde sein Werk fortgeführt: Der siebten Ausgabe (1753) waren zwei Supplementbände beigefügt; 1778–85 und 1786 erschien die umfangreichste Ausgabe in fünf Bänden.
[…] Chambers is clearly the father of the modern encyclopaedia throughout the world. […] Chambers’s Cyclopaedia is particularly remarkable for its elaborate system of cross-references, and for the broadening of Harris’s coverage to include more of the humanities 
(Robert Collison, Encyclopaedias: Their history throughout the ages).
Chambers’ Arbeit griff auf John Harris’ Lexicon technicum von 1704 zurück und war ihrerseits Anregung für die Encyclopédie ou Dictionnaire raisonné des sciences, des arts et des métiers, die ursprünglich nur eine Übersetzung und bescheidene Erweiterung der Cyclopaedia sein sollte. Erst unter Denis Diderot entstand das bekannte eigenständige Werk.